# Urwistki
Urwistki, soredia – drobne wytwory plechy porostów, które składają się z komórek glonu oplecionych nielicznymi strzępkami grzyba. Służą do wegetatywnego rozmnażania się porostów i są podstawowym ich sposobem rozmnażania się. Mogą powstawać na powierzchni plechy lub w specjalnych soraliach. Urwistki powstające na powierzchni plechy tworzą na niej mączyste lub ziarenkowate naloty.
Urwistki powstające w soraliach wydostają się przez górną korę porostu, która pęka w niektórych miejscach. Każdy urwistek składa się z jednej lub kilku komórek glonów oraz strzępek otaczającej go grzybni, jest więc miniaturowym porostem. Urwistki roznoszone są przez wiatr lub zwierzęta. Gdy znajdą się w sprzyjających warunkach rozrastają się podobne jako porost.
W niektórych rodzajach porostów, np. Usnea (brodaczka), Parmeliopsis (płaskotka), Physcia (obrost), powstają tzw. soredia izydiowe. Są to drobne izydia powstająca na soraliach.

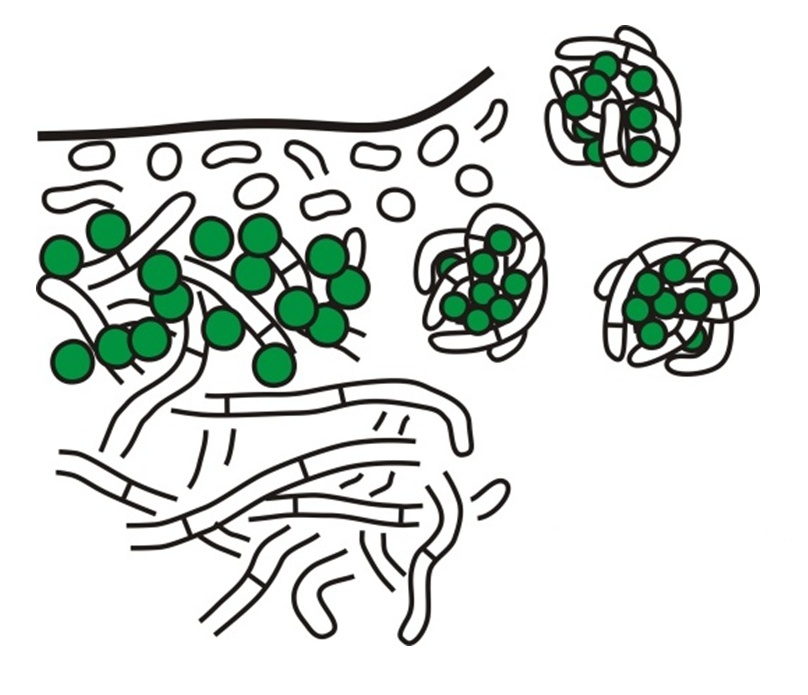
Schemat powstawania sorediów
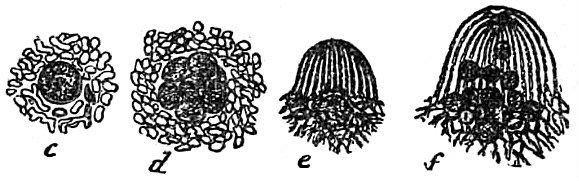
c – pojedyncze soredium (komórka glonu otoczona strzępkami grzyba), d – soredium z kilkoma komórkami glonu, e, f – dwa soredia podczas kiełkowania